# Покров (Кіровський район)
Покров (рос. Покров) — присілок в Кіровському районі Калузької області Російської Федерації.
Населення становить 7 осіб. Входить до складу муніципального утворення Присілок Мала Песочня.

## Історія
Від 2004 року входить до складу муніципального утворення Присілок Мала Песочня.

## Населення
| 2002 | 2010 |
| ---- | ---- |
| 15   | ↘7   |